# Radiata
Pour les articles homonymes, voir Radiata (homonymie).
Sous-règne
Embranchements de rang inférieur
- Ctenophora
- Placozoa
- Cnidaria

Ce taxon est aujourd'hui obsolète. Dénomination actuelle : Ctenophora, Cnidaria.
Le groupe des radiaires (Radiata, parfois appelés radiés) désigne l'une des deux grandes subdivisions morphologiques des métazoaires. Ce groupe rassemble les eumétazoaires non bilatériens. En raison de sa paraphylie, il est aujourd'hui obsolète.

## Description et caractéristiques
Les animaux à « symétrie radiaire » (ou « radiale ») sont tous des invertébrés. Ils se caractérisent par une symétrie axiale (et non sphérique), c'est-à-dire une symétrie présentant des motifs cycliques rayonnant autour d'un axe plutôt que de part et d'autre d'un plan, comme chez les bilatériens. Ils sont également caractérisés par la présence de deux feuillets cellulaires fondamentaux (ils sont diploblastiques), l'endoderme et l'ectoderme (au lieu de trois pour les autres métazoaires triploblastiques), séparés par un gel acellulaire la mésoglée (d'où leur autre nom de diploblastique), un seul orifice servant à la fois de bouche et d'anus et l'absence d'organes différenciés. Les échinodermes, animaux faisant biologiquement partie des bilatériens mais à organisation radiale à l'âge adulte, ne respectent pas ces caractéristiques (triploblastiques, présence d'un anus et d'organes différenciés, etc.). 
Ce groupe comprend deux embranchements de façon certaine : les cnidaires et cténaires. Cependant, les placozoaires, un troisième groupe non classé dans les métazoaires à cause de sa simplicité pourrait en faire partie.
Le terme a été inventé en 1812 par Georges Cuvier (1769-1832) pour caractériser l'une des quatre principales divisions du règne animal : les trois autres étant les vertébrés, les mollusques et les articulés. Le nom radiata est la forme latine, Cuvier utilise principalement le terme de zoophytes. Ce terme est aujourd'hui désuet, car polyphylétique. 
Certains auteurs incluent les éponges dans les radiaires.

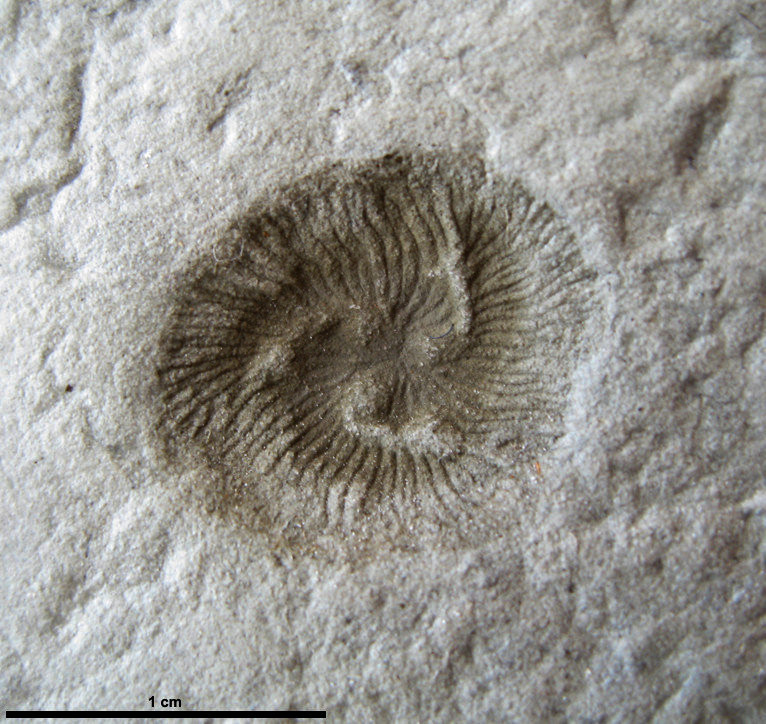
Fossile de Tribrachidium, un animal disparu à symétrie radiaire d'ordre 3.
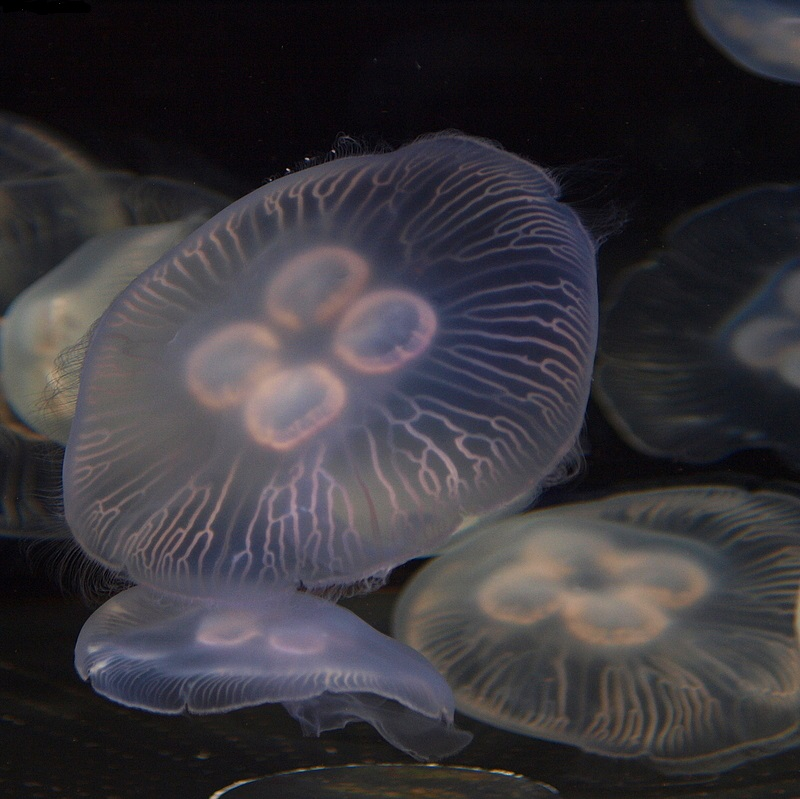
Les méduses ont une symétrie radiale d'ordre 4.
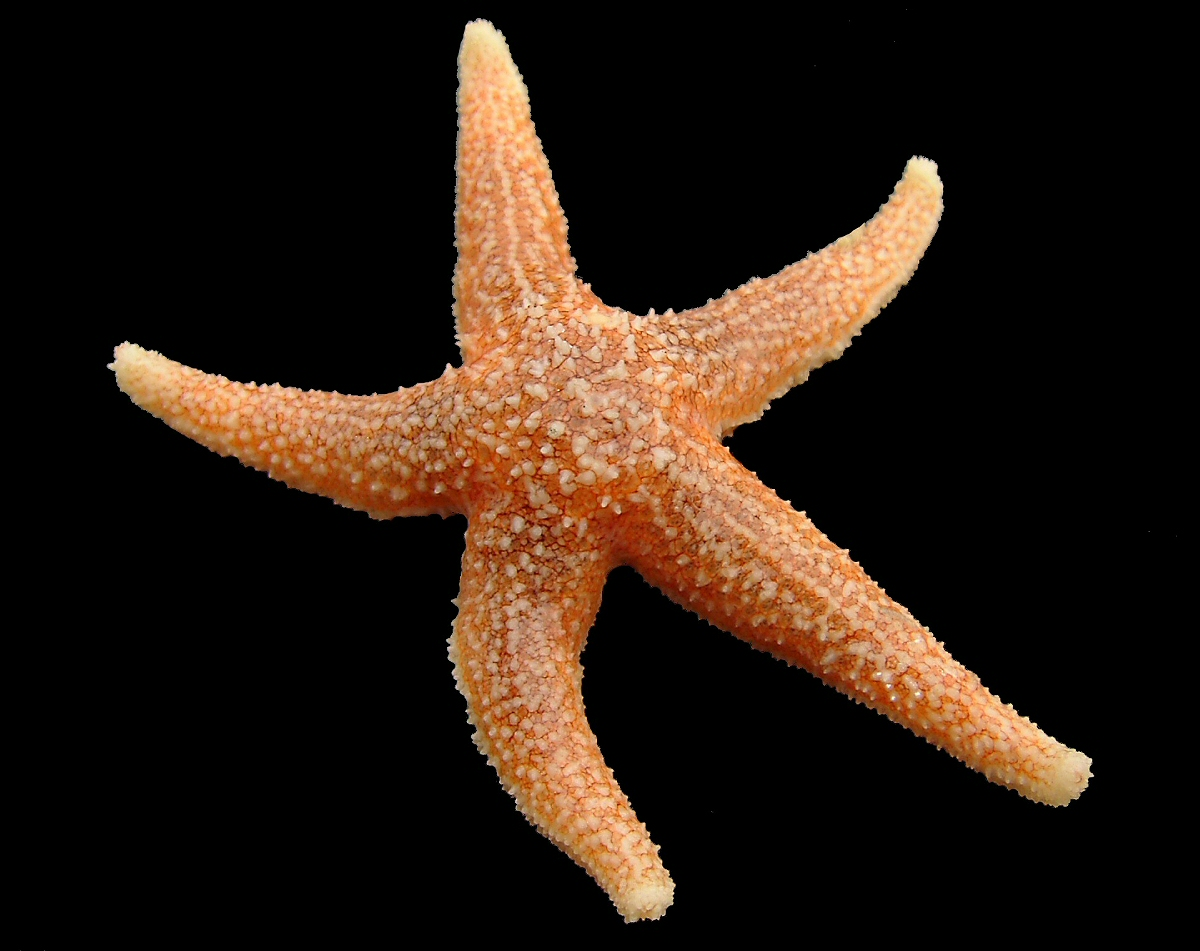
Les échinodermes comme cette étoile de mer ont une symétrie radiale d'ordre 5, mais demeurent des bilatériens.
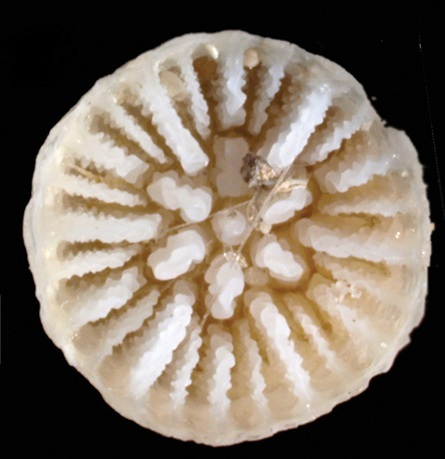
Les coraux ont une symétrie radiale d'ordre 6.
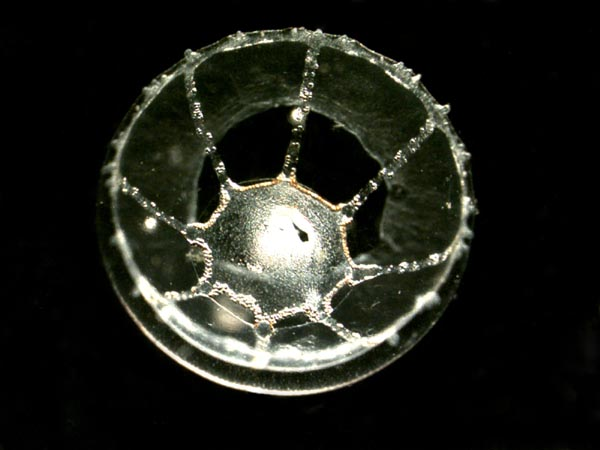
Les trachyméduses ont une symétrie radiale d'ordre 8.

## Source
- Mary P. Winsor (1976). Starfish, Jellyfish, and the order of life. Issues in nineteenth-century science, Yale University Press (New Haven, Connecticut) : x + 228 p.  (ISBN 0-300-01635-2)